# 2025 en boxe anglaise
| Années de la boxe anglaise : 2022 - 2023 - 2024 - 2025 - 2026 - 2027 - 2028    |
| Décennies de la boxe anglaise : 1990 - 2000 - 2010 - 2020 - 2030 - 2040 - 2050 |

Résumé de l'année 2025 en boxe anglaise.

## Boxe professionnelle

### Janvier
24/01 : Naoya Inoue (29-0, 26 KO), champion poids super-coqs WBC, IBF et WBO, bat par KO au 4e round Ye Joon Kim (21-3-2, 13 KO).

08/01 : Jai Opetaia (27-0, 21 KO), champion poids lourds-légers IBF, bat par KO au 4e round David Nyika (10-1, 9 KO).

### Février
01/02 : Brandon Figueroa (25-2-1, 19 KO), champion poids plumes WBC, perd aux points contre Stephen Fulton (23-1, 8 KO).

14/02 : Denys Berinchyk (19-1, 9 KO), champion poids légers WBO, perd par KO au 4e round contre Keyshawn Davis (13-0, 9 KO).

22/02 : Artur Beterbiev (21-1, 20 KO), champion poids mi-lourds unifié, perd aux points contre Dmitrii Bivol (24-1, 12 KO).

22/02 : Carlos Adames (24-1-1, 18 KO), champion poids moyens WBC, fait match nul contre Hamzah Sheeraz (21-0-1, 17 KO).

22/02 : Shakur Stevenson (23-0, 11 KO), champion poids légers WBC, bat par arrêt de l'arbitre au 9e round Josh Padley (15-1, 4 KO).

24/02 : Junto Nakatani (30-0, 23 KO), champion poids coqs WBC, bat par KO au 3e round David Cuellar Contreras (28-1, 18 KO).

### Mars
01/03 : Alberto Puello (24-0, 10 KO) bat aux points Sandor Martin (42-4, 15 KO) pour le titre de champion poids super-légers WBC.

13/03 : Kenshiro Teraji (25-1, 16 KO), champion poids mouches WBC, bat par arrêt de l'arbitre au 12e round Seigo Yuri Akui (21-3-1, 11 KO).

13/03 : Anthony Olascuaga (9-1, 6 KO), champion poids mouches WBO, bat aux points Hiroto Kyoguchi (19-3, 12 KO).

13/03 : Shokichi Iwata (14-2, 11 KO), champion poids mi-mouches WBO, perd aux points contre Rene Santiago (14-4, 9 KO).

22/03 : Sebastian Fundora (22-1-1, 14 KO), champion poids super-welters WBC & WBO, bat par arrêt de l'arbitre au 4e round Chordale Booker (23-2, 11 KO).

29/03 : Oscar Collazo (12-0, 9 KO), champion poids pailles WBO, bat par KO au 5e round Edwin Cano Hernandez (13-3-1, 4 KO).

29/03 : Ángel Ayala (18-1, 8 KO), champion poids mouches IBF, perd par arrêt de l'arbitre au 12e round contre Masamichi Yabuki (18-4, 17 KO).

29/03 : Brian Norman Jr. (27-0, 21 KO) bat par arrêt de l'arbitre au 3e round Derrieck Cuevas (27-2-1, 19 KO) pour le gain du titre de champion poids welters WBO.

30/03 : Melvin Jerusalem (24-3, 12 KO), champion poids pailles WBC, bat aux points Yudai Shigeoka (9-2, 5 KO).

### Avril
05/04 : Zhanibek Alimkhanuly (17-0, 12 KO), champion poids moyens IBF & WBO, bat par arrêt de l'arbitre au 12e round Anauel Ngamissengue (14-1, 9 KO).

12/04 : Jaron Ennis (34-0, 30 KO), champion poids welters IBF, bat par abandon au 6e round Eimantas Stanionis (15-1, 9 KO).

### Mai
02/05 : Teófimo López (22-1, 13 KO), champion poids super-légers WBO, bat aux points Arnold Barboza Jr (32-1, 11 KO).

03/05 : Canelo Álvarez (63-2-2, 39 KO), champion poids super-moyens WBC et WBO, bat aux points William Scull (23-1, 9 KO), champion IBF.

03/05 : Norair Mikaeljan (27-3, 12 KO), champion poids lourds-légers WBC, perd aux points contre Badou Jack (29-3-3, 17 KO).

04/05 : Naoya Inoue (30-0, 27 KO), champion poids super-coqs unifié, bat par arrêt de l'arbitre au 8e round Ramon Cardenas (26-2, 14 KO).

04/05 : Rafael Espinoza (27-0, 23 KO), champion poids plumes WBO, bat par arrêt de l'arbitre au 7e round Edward Vazquez (17-3, 4 KO).

10/05 : Emanuel Navarrete (40-2-1, 32 KO), champion poids super-plumes WBO, bat aux points Charly Suarez (18-1, 10 KO).

23/05 : Willibaldo García Pérez (23-5-2, 13 KO) bat aux points Rene Calixto Bibiano (23-1-1, 9 KO) pour le titre vacant de champion poids super-mouches IBF.

24/05 : Angelo Leo (26-1, 12 KO), champion poids plumes IBF, bat aux points Tomoki Kameda (42-5, 23 KO).

24/05 : Pedro Taduran (18-4-1, 13 KO), champion poids pailles IBF, bat aux points Ginjiro Shigeoka (11-2, 9 KO).

28/05 : Yoshiki Takei (11-0, 9 KO), champion poids coqs WBO, bat par arrêt de l'arbitre au 1er round Yuttapong Tongdee (15-1, 9 KO).

28/05 : Eduardo Núñez (28-1, 27 KO) bat aux points Masanori Rikiishi (16-2, 11 KO) pour le titre vacant de champion poids super-plumes IBF.

### Juin
08/06 : Jai Opetaia (28-0, 21 KO), champion poids lourds-légers IBF, bat par arrêt de l'arbitre au 5e round Claudio Squeo (17-0, 9 KO).

08/06 : Junto Nakatani (31-0, 24 KO), champion poids coqs WBC, bat par abandon au 6e round Ryosuke Nishida (10-1, 2 KO), champion IBF.

14/06 : Richardson Hitchins (20-0, 8 KO), champion poids super-légers IBF, bat par arrêt de l'arbitre au 8e round George Kambosos Jr. (22-4, 10 KO).

19/06 : Thanongsak Simsri (39-1, 34 KO) bat aux points Cristian Araneta (25-3, 20 KO) pour le gain du titre vacant de champion poids mi-mouches IBF.

19/06 : Brian Norman Jr. (28-0, 22 KO), champion poids welters WBO, bat par KO au 5e round Jin Sasaki (19-2-1, 17 KO).

28/06 : Gilberto Ramirez (48-1, 30 KO), champion poids lourds-légers WBO, bat aux points Yuniel Dorticos (27-3, 25 KO).

### Juillet
12/07 : Alberto Puello (24-1, 10 KO), champion poids super-légers WBC, perd aux points contre Subriel Matías (23-2, 22 KO).

12/07 : Shakur Stevenson (24-0, 11 KO), champion poids légers WBC, bat aux points William Zepeda Segura (33-1, 27 KO).

19/07 : Oleksandr Usyk (24-0, 15 KO), champion poids lourds WBA, WBC et WBO, bat par KO au 5e round Daniel Dubois (22-3, 21 KO), champion IBF.

19/07 : Sebastian Fundora (23-1-1, 15 KO), champion poids super-welters WBC, bat par abandon au 7e round Tim Tszyu (25-3, 18 KO).

19/07 : Jesse Rodriguez Franco (22-0, 15 KO), champion poids super-mouches WBC et WBO, bat par arrêt de l'arbitre au 10e round Phumelele Cafu (11-1-3, 8 KO).

26/07 : Xander Zayas (22-0, 13 KO) bat aux points Jorge Garcia Perez (33-5, 26 KO) pour le gain du titre vacant de champion poids super-welters WBO.

30/07 : Erick Rosa (8-1, 2 KO), champion poids mi-mouches WBA, perd par arrêt de l'arbitre au 10e round contre Kyosuke Takami (10-0, 8 KO).

30/07 : Kenshiro Teraji (25-2, 16 KO), champion poids mouches WBC, perd aux points contre Ricardo Sandoval (27-2, 18 KO).

### Août
01/08 : Panya Pradabsri (44-3, 27 KO), champion poids mi-mouches WBC, perd par KO au 5e round contre Carlos Canizales (28-3-1, 20 KO).

## Principaux décès
Liste des boxeurs morts en 2025
- 2 janvier : Ján Zachara, boxeur tchèque champion olympique poids plumes aux Jeux d'Helsinki de 1952, 96 ans[1].
- 16 février : Luis Estaba, boxeur vénézuélien champion du monde des poids mi-mouches WBC en 1975, 86 ans[2].
- 23 février : Greg Haugen, boxeur américain champion du monde des poids légers IBF en 1986 et champion du monde des poids super-légers WBO en 1991, 64 ans[3].
- 9 mars : Richard McTaggart, boxeur écossais champion olympique poids légers aux Jeux de Melbourne de 1956, 89 ans[4].
- 21 mars : George Foreman, boxeur américain champion olympique poids lourds aux Jeux de Mexico de 1968 et champion du monde professionnel poids lourds en 1973 puis 1994, 76 ans[5],[6].
- 22 mars : Livingstone Bramble, boxeur de Saint-Christophe-et-Niévès champion du monde des poids légers WBA en 1984, 64 ans[7].
- 20 mai : Nino Benvenuti, boxeur italien champion olympique poids welters aux Jeux de Rome de 1960 et champion du monde des poids super-welters WBA & WBC en 1965 et des poids moyens en 1967 et 1968, 87 ans[8].

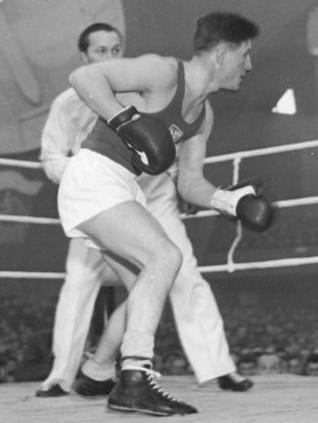
Ján Zachara en 1952
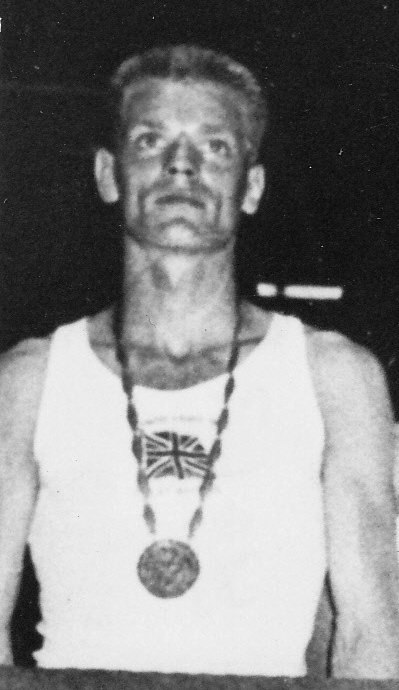
Richard McTaggart en 1960
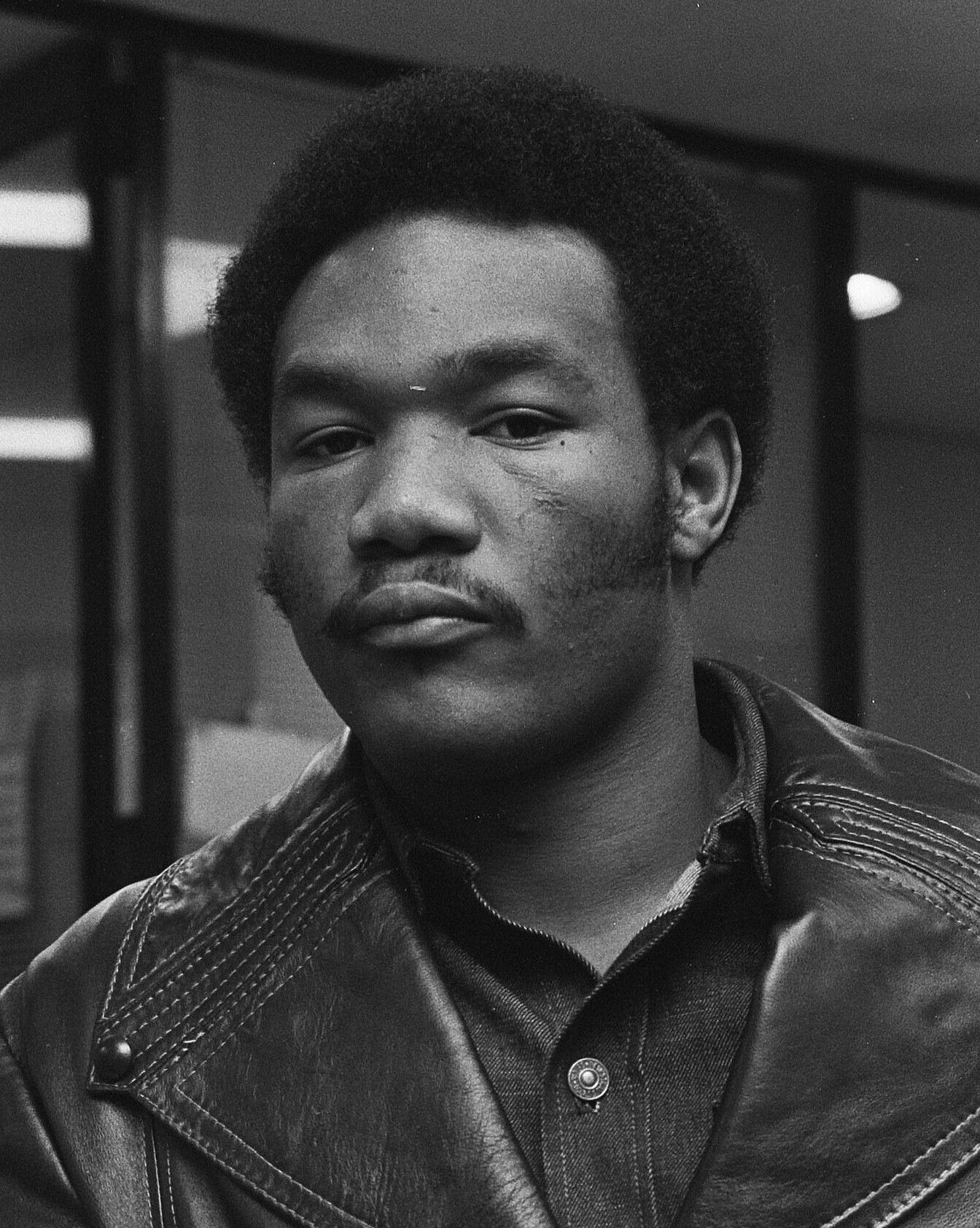
George Foreman en 1973
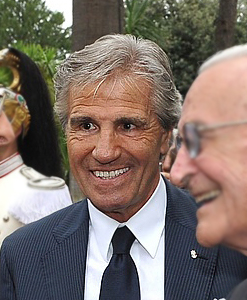
Nino Benvenuti en 2010